# Appendicula pseudopendula
Appendicula pseudopendula är en orkidéart som först beskrevs av Rudolf Schlechter, och fick sitt nu gällande namn av Rudolf Schlechter. Appendicula pseudopendula ingår i släktet Appendicula och familjen orkidéer.

## Underarter
Arten delas in i följande underarter:
- A. p. cryptostigma
- A. p. pseudopendula